# Takanelite
La takanelite è un minerale.